# Styrian Bears 2016
Questa voce raccoglie le informazioni riguardanti gli Styrian Bears nelle competizioni ufficiali della stagione 2016.

## AFL - Division II 2016

### Stagione regolare
| 2 aprile 2016 1ª giornata | Styrian Bears | 45 – 0 (7-0 24-0 7-0 7-0) | Fürstenfeld Raptors |  |

| 9 aprile 2016 2ª giornata | Telfs Patriots | 0 – 16 (0-0 0-7 0-2 0-7) | Styrian Bears |  |

| 23 aprile 2016 4ª giornata | Styrian Bears | 35 – 0 (a tavolino) | Haller Löwen |  |

| 1º maggio 2016 5ª giornata | Vienna Warlords | 0 – 52 (0-21 0-24 0-0 0-7) | Styrian Bears |  |

| 22 maggio 2016 7ª giornata | Maribor Generals | 19 – 17 (7-0 0-7 6-3 6-7) | Styrian Bears |  |

| 28 maggio 2016 8ª giornata | Styrian Bears | 51 – 14 (7-0 28-14 2-0 14-0) | Schwaz Hammers |  |

| 11 giugno 2016 9ª giornata | Styrian Bears | 45 – 14 (14-8 3-0 14-0 14-6) | Vienna Warlords |  |

| 3 luglio 2016 11ª giornata | Fürstenfeld Raptors | 14 – 20 | Styrian Bears |  |

### Playoff
| 16 luglio 2016 Semifinale | Styrian Bears | 51 – 0 (21-0 17-0 6-0 7-0) | Schwaz Hammers |  |

| 30 luglio 2016 Iron Bowl | Maribor Generals | 20 – 21 (6-3 0-6 8-0 6-12) | Styrian Bears |  |

### Statistiche di squadra
| Competizione      | %Vittorie | In casa | In casa | In casa | In casa | In casa | In casa | In trasferta | In trasferta | In trasferta | In trasferta | In trasferta | In trasferta | Totale | Totale | Totale | Totale | Totale | Totale |
| Competizione      | %Vittorie | G       | V       | N       | P       | Pf      | Ps      | G            | V            | N            | P            | Pf           | Ps           | G      | V      | N      | P      | Pf     | Ps     |
| ----------------- | --------- | ------- | ------- | ------- | ------- | ------- | ------- | ------------ | ------------ | ------------ | ------------ | ------------ | ------------ | ------ | ------ | ------ | ------ | ------ | ------ |
| Stagione regolare | .875      | 4       | 4       | 0       | 0       | 176     | 28      | 4            | 3            | 0            | 1            | 105          | 33           | 8      | 7      | 0      | 1      | 281    | 61     |
| Playoff           | 1.000     | 1       | 1       | 0       | 0       | 51      | 0       | 1            | 1            | 0            | 0            | 21           | 20           | 2      | 2      | 0      | 0      | 72     | 20     |
| Totale            | .900      | 5       | 5       | 0       | 0       | 227     | 28      | 5            | 4            | 0            | 1            | 126          | 53           | 10     | 9      | 0      | 1      | 353    | 81     |